# Alloperla prognoides
Alloperla prognoides är en bäcksländeart som beskrevs av Surdick och Bill P.Stark 2004. Alloperla prognoides ingår i släktet Alloperla och familjen blekbäcksländor. Inga underarter finns listade i Catalogue of Life.